# Vas proceus
Vas proceus là một loài bướm đêm thuộc họ Erebidae. Nó được tìm thấy ở miền bắc Việt Nam.
Sải cánh dài khoảng 13 mm. 